# 鶴見萌
鶴見 萌（つるみ もえ、1996年12月5日 - ）は、日本のアイドル。女性アイドルグループ・B≡FULLESTのメンバー。虹のコンキスタドール（コスプレイヤーチーム）の元メンバー。東京都出身。ディアステージ所属。

## 略歴
2014年9月7日に行われた虹コン初の月例公演でお披露目。
2014年10月30日に予科生から昇格。
お茶の水女子大学附属小学校、お茶の水女子大学附属中学校を経て、2015年3月にお茶の水女子大学附属高等学校を卒業。同年4月、明治大学文学部に入学（センター利用入試で合格）。
2018年4月、安藤笑（Ange☆Reve）、沖口優奈（マジカル・パンチライン）とともに、8月25・26日に横浜アリーナで行われる@JAM EXPO 2018のオフィシャルナビゲーターを務める期間限定ユニット「MEY」を結成。
1単位を落として半年留年したのち、2019年9月に明治大学文学部を卒業。
2024年5月、グリザイアシリーズ初の舞台化作品『グリザイア：ファントムトリガー』で座長を務めた。
2025年2月9日、日比谷野外大音楽堂で行われた真冬の野音2days「真夏の夢は単純じゃない！」をもって卒業。
2025年4月18日、中村朱里、清水理子と共にB≡FULLESTを結成。

## 出演

### 映画
- 『ふたつの昨日と僕の未来』（2018年11月9日、キャンター） -  土屋環奈 役[6]。
- 『FIND』（2019年11月15日、キャンター） -  ミカ 役[7]。主演。
- 『真・鮫島事件』（2020年11月27日、イオンエンターテイメント） -  鈴 役[8]。
- 『お終活 熟春!人生、百年時代の過ごし方』（2021年5月21日、 イオンエンターテイメント配給・香月秀之監督作品） -  小池役

### テレビ・ドラマ
- 「ユニバーサル・スタジオ・ジャパンでTKO」（2017年4月6日、J:COMチャンネル）

- 『明治東京恋伽』（2019年4月、テレビ神奈川ほか） -  白雪 役[9]（4・5・6話）

### 舞台
- 『Cutie Honey Emotional』（2020年2月6日 - 9日） -  ハラジュククロー 役[10]。
- 『舞台 少女ヨルハVer1.1a』（2020年12月3日 - 6日、東京建物 Brillia HALL） - 四号 役[11]
- 『舞台版 マーダー☆ミステリー 〜探偵・斑目瑞男の事件簿〜』（2021年12月4日、浅草花劇場） - 大学生 蛍原梢 役
- 『SHIROKURO STAGE 舞台「爆剣〜東京転生死合〜」』（2022年2月23日 - 24日、六行会ホール） - 天草四郎（シロ） 役 ※25日から27日の公演は新型コロナウィルス感染症の影響で中止[12]
- 舞台『降臨SOUL』（2023年11月23日 - 12月3日、中目黒キンケロシアター） - 前野マツ 役[13]
- 『冒険者たちのホテル〜ドラゴンクエストXに集いし仲間たち〜』（2024年2月7日 - 12日、品川プリンスホテル クラブeX）[14]
- 劇団飛行船『グリザイア：ファントムトリガー』（2024年5月2日 - 6日、飛行船シアター） - 深見玲奈 役
- Girls Live Action『降臨SOUL〜風燐火斬〜』（2024年9月25日 - 29日、六行会ホール） - 前野マツ 役[15]
- Girls Live Action『降臨SOUL〜是非ニ及バズ〜』（2025年5月21日 - 25日、六行会ホール） - 前野マツ 役[16]
- 舞台『タタラの唄姫』（2025年7月19日 - 27日、シアター・アルファ東京） - 伯耆秋菜 役[17]
- 歌劇「千本桜〜令和間引刻〜」（2025年10月30日 - 11月3日、こくみん共済 coop ホール／スペース・ゼロ） - 御前賀悠那 役[18]

### ラジオ
- 『虹のコンキスタドール 毎日が放送部』（2016年7月4日 - 2018年3月30日、月曜-金曜、超!A&G+） -  2017年5月8日より助っ人出演
- 『虹のコンキスタドール ふわりん放送室』（2018年4月2日 - 2019年9月27日、月曜 - 金曜、超!A&G+）
- 『虹のコンキスタドール ふわりん放送局 with GEMS COMPANY』（2019年10月6日 - 2020年3月29日、日曜、超!A&G+）
- 『NONSTYLE井上の渋谷ジャック』（2020年4月26日、渋谷クロスFM）にゲスト出演
- 『JAM GEM DEMPA!!!』（2020年7月25日、東海ラジオ）にゲスト出演
- 『SCHOOL OF LOCK!』 農業部 Supported by JA全農（2022年4月21日 - 、TOKYO FM）[19]

### CM
- ヤマハ・トリシティシリーズ「サウナとトリシティでととのった！」編（2017年）[20]
- スクウェア・エニックス・ポケラボ「シノアリス」（2018年）[21]

### ミュージックビデオ
- ましのみ「エスパーとスケルトン」（2019年）[22]

### ネット配信
- マイクラ部（2014年 ‐ 2017年）[23]